# 石井一彰
石井 一彰（いしい かずあき、1984年2月29日 - ）は、日本の俳優。東京都出身。東宝芸能所属、東宝ミュージカルアカデミー卒業。身長179cm、体重60kg。スリーサイズB:88cm、W:74cm、H:92cm。靴のサイズは27cm。血液型A型。本名同じ。

## 経歴
- 2006年、学習院大学経済学部経営学科を卒業。東宝ミュージカルアカデミーに第1期生として入学。
- 2007年、東宝ミュージカルアカデミーを卒業。ミュージカル『レ・ミゼラブル』でデビューし、舞台作品を中心に活動する。
- 2015年、テレビ朝日系ドラマ『科捜研の女』の若手刑事・蒲原勇樹役でテレビドラマ初レギュラー出演を果たし、映像作品にも進出する[1][2]。
- 2021年、『科捜研の女 -劇場版-』で映画初出演を果たす。

## 人物・エピソード
- 趣味は身体を動かすこと。特技はバスケットボール、ラグビー、フィールドホッケー、水泳。
- スポーツが好きで、小学校ではバスケットボール部、中学校ではラグビー部、高校ではゴルフ部、大学ではホッケー部に入っていた[3]。大学時代はフィールドホッケーに夢中になり、4年間、毎日のように走り込んでいた[4]。
- 家族構成は両親と姉がいて、家族仲がとても良い[5]。
- 細身だがよく食べる。かなりの甘党で和菓子が好き[6][5]。辛い物も好きだが激辛過ぎるのは得意ではない[3][7]。
- 『科捜研の女』に出演が決まった時は、初めての連続ドラマへのレギュラー出演だったので、「うれしくて天にも昇る気持ちでした」「やり遂げたら死んでもいいと思った」と当時の心境をインタビューやブログで語っている[2][8]。
- 『科捜研の女』で共演した渡部秀と親交があり、度々食事に行くなどの様子が渡部のInstagramで明かされている。
- 猫を飼っている。

## 出演

### 舞台
- レ・ミゼラブル（2007年・2009年） -フイイ 役
  - レ・ミゼラブル（2024年・2025年） -ジャベール 役[9]
- メモリーズ 3（2008年） - 浪川鏡一郎 役
- ミス・サイゴン（2008年・2009年） - トゥイ 役
- 歌謡シアター「ラムネ」〜夢の途中編〜（2008年） - 隆 役
- 苦情の手紙（2009年） - 男1役
- サンデー・イン・ザ・パーク・ウィズ・ジョージ（2009年） - 兵隊2 役
- MATERIALL（2010年） - 家庭教師 須永 役
- 戯伝写楽（2010年） - 中山富三郎 役
- 宝塚BOYS（2010年） - 竹田幹夫 役
- 夜想曲（ノクターン）「GOLD」（2010年） - 佐多家一世 役
- アンナ・カレーニナ（2011年・2013年） - ヤーシュビン・クローケーの客・乗客 役
- 太平洋序曲（2011年） -  神主・侍・飛脚・家臣・神官・士官・オランダ司令官・水兵 役
- ロミオ&ジュリエット（2011年） - マーキューシオ 役　（良知真次とダブルキャスト）
- ザ・ミュージカル『9時から5時まで』（2012年） - ジョー 役
- わらび座ミュージカル『ブッダ』（2013年） - ルリ王子 役
- ミュージカル『王様と私』（2013年・2014年） - ルンタ 役　（藤岡正明とダブルキャスト）
- ロコへのバラード（2013年） - ミゲル 役
- 交響劇『船に乗れ!』（2013年） - 合田先輩 役　（入野自由とダブルキャスト）
- シャーロック ホームズ〜アンダーソン家の秘密〜（2014年） - スレニー 役
- 今度は愛妻家（2014年） - 古田誠 役
- 虹のプレリュード（2014年） - イワノフ大尉 役
- ミュージカル座公演『タイム・フライズ』（2014年） - 主演・哲平 役
- ミュージカル座公演『CHAIRS』（二部構成オムニバス）（2015年） - 主演・白バイ警官 犬飼 役 / 主演・ダン 役[10]
- オリジナルミュージカル『THE CIRCUS!』（2016年） - レイ 役
- ミュージカル座公演『BEFORE AFTER』（2016年） - 主演・ベン 役　（鯨井康介とダブルキャスト）
- 舞台『あさひなぐ』（2017年） - 小林先生 役
- A CLASS ACT（2018年） - 主演・エドワード・クレバン 役[11][12][13]
- ミュージカル『アメリ』（2018年） - リュシアン・ヴィルパリジ、ハンサムなルーグ、ミステリアスな男、アドリアン・ウェルス 役
- 宝塚BOYS team SEA（2018年） - 山田浩二 役
- ミュージカル『#チャミ』（2021年） - オ・ジニョク 役　（丘山晴己とダブルキャスト）
- ミュージカル『天使について〜堕落天使編〜』（2022年） - 天使ルカ 役　（鍵本輝・中村太郎とトリプルキャスト)
- ミュージカル『シデレウス』（2022年） - ガリレオ・ガリレイ 役　（4チーム編成/オリオンチーム)
- ミュージカル『ダーウィン・ヤング 悪の起源』（2023年） - ジェイ・ハンター 役[14]
- ミュージカル『SMOKE』（2024年）- 超 役[15]
- リーディングシアター『GOTT 神』（2024年）[16]
- ソロリーディング マリー・ルイーゼ・カシュニッツの世界（2025年公演予定）[17]
- ソングサイクルミュージカル『songs for a new world』（2025年公演予定）[18]

### テレビドラマ
- 土曜ワイド劇場「森村誠一作家50周年記念 棟居刑事の黒い祭」（2015年3月14日、テレビ朝日） - 羽澄市民病院 外科医 役[19]
- 科捜研の女 シリーズ（テレビ朝日） - 蒲原勇樹 役
  - 科捜研の女 Season15（2015年10月15日 - 2016年3月10日）
  - 科捜研の女 正月スペシャル（2016年1月3日）
  - 科捜研の女 春スペシャル（2016年4月17日）
  - 科捜研の女 Season16（2016年10月20日 - 2017年3月9日）
  - 科捜研の女 正月スペシャル（2017年1月3日）
  - 科捜研の女スペシャル（2017年10月15日）
  - 科捜研の女 Season17（2017年10月19日 - 2018年3月22日）
  - 科捜研の女スペシャル（2018年10月14日）
  - 科捜研の女 Season18（2018年10月18日 - 2018年12月13日）
  - 科捜研の女 正月スペシャル（2019年1月3日）
  - 科捜研の女 Season19（2019年4月18日 - 2020年3月19日）
  - 科捜研の女 Season20（2020年10月22日 - 2020年12月17日）
  - 科捜研の女 Season21（2021年10月14日 - 2022年4月7日）
  - 科捜研の女2022 Season22（2022年10月18日 - 12月20日）
  - 科捜研の女 Season23（2023年8月16日 - 10月4日）[20][21]
  - 科捜研の女 Season24（2024年7月3日 - 9月11日）[22]
- 月曜ゴールデン「警視庁機動捜査隊216V まだ見ぬ夜明け」（2015年12月21日、TBS） - 若村晋也 役
- ドラマスペシャル「ゴールドウーマン」（2016年5月28日、テレビ朝日） - 水野裕介 役
- 警視庁・捜査一課長（テレビ朝日） - 白馬應治 役
  - スペシャル6（2019年10月13日）
  - 2020 第13話（2020年8月13日）
  - season6 最終回（2022年6月16日） - 蒲原勇樹 役（白馬との二役）
- スペシャル時代劇「十三人の刺客」（2020年11月28日、NHK BSプレミアム） - 樋口源内 役
- 赤いナースコール 第8話（2022年8月29日、テレビ東京） - 内山浩二 役
- 新春ドラマスペシャル「ホリデイ〜江戸の休日〜」（2023年1月6日、テレビ東京） - 狩野探幽 役[23]
- 忍者に結婚は難しい 第9話（2023年3月2日、フジテレビ） - 百地創人 役
- 失踪人捜索班 消えた真実 第1話（2025年4月11日、テレビ東京） - バーの店長 役[24]

### 映画
- 科捜研の女 -劇場版-（2021年9月3日、東映） - 蒲原勇樹 役
- 邪魚隊 / ジャッコタイ（2024年5月31日、東映ビデオ） - 安食満親 役[25]

### テレビ番組
- 愛っぱ！飛び出せ稽古場＃47（2008年4月 - 5月、シアター・テレビジョン）
- TAKARAZUKA SKY STAGE（2010年6月）

### ラジオ
- 博多座・夢舞台（2009年1月25日、KBC九州朝日放送ラジオ）
- 渡部秀 アクターズ・レイディオ ゲスト（2018年8月20日[26][27]、9月3日[28][29][30]、2019年3月4日[31]、18日[32]）
- 渡部秀 Shoot The Moon ゲスト（2021年8月27日[33]、9月10日[34]）
- 石井一彰の「カズある石井の話」（2021年10月7日 - 2022年12月25日、stand.fm） - パーソナリティ

### オリジナルビデオ
- ソードオブロゴスサーガ（2021年5月12日、東映ビデオ） - 新閃恭一郎 / 仮面ライダーエスパーダ 役[35]

### CM
- ヤマザキビスケット「ルヴァンプライムスナック」特別CM 『取調室編』[36] - 蒲原勇樹 役（2019年10月 - 2020年3月）

### ネット配信
- NIHK（ニイエイチケイ）＃21・＃39（2013年11月10日・2014年9月14日、Ameba Studio）

### 広告
- ファッションブランド「PLST（プラステ）」2021春夏STYLE BOOK メンズモデル

### ライブ・コンサート
- TOHO ENTERTAINMENT LIVE vol.1 『FIRST!』（2008年）
- TOHO ENTERTAIMNENT LIVE vol.2 live@クリエ『戸井勝海＆辛島小恵ジョイントライブwith石井一彰』（2009年）
- Sing for the Future and Dance for the Future（2010年）
- K&D live（2011年）
- 一路真輝メモリアルコンサート 〜「アンナ・カレーニナ」と共に〜（2012年）
- 石井一彰LIVE『KAZUAKI live』（2012年）
- 東宝芸能 Musical チャリティコンサート『Espoir 〜希望をもって〜』（2014年）
- 石井一彰LIVE『Kazuaki LIVE 2015』（2015年）
- 石井一彰LIVE『Kazuaki LIVE 2016』（2016年）
- 石井一彰LIVE『Kazuaki LIVE 2017』（2017年）
- 石井一彰LIVE『Kazuaki LIVE 2018』（2018年）
- MANA-HOLIC 〜Asaka Manato concert 2nd〜（2019年6月22日・23日）
- クラシックコンサート「宙（そら）シドエール〜謎解きシンフォニー〜」（2021年3月6日） - システム 役（ストーリーテラー）[注 1]
- 石井一彰LIVE『Kazuaki LIVE 2021』（2021年8月13日[注 2]）